# NGC 932
NGC 932 est une galaxie spirale située dans la constellation du Bélier. NGC 932 a été découverte par l'astronome germano-britannique William Herschel en 1785.

## Caractéristiques
Sa vitesse par rapport au fond diffus cosmologique est de 3 837 ± 17 km/s, ce qui correspond à une distance de Hubble de 56,6 ± 4,0 Mpc (∼185 millions d'al).
La classe de luminosité de NGC 932 est I.

## Supernova
La supernova SN 1992bf a été découverte le 2 octobre 1992 dans NGC 932 par l'astronome américaine Jean Mueller de l'observatoire Palomar. Cette supernova était de type I ?.
Notons que le site du Central Bureau for Astronomical Telegrams, ainsi que le site ASTRONOMY SECTION ROCHESTER ACADEMY OF SCIENCE place cette supernova dans NGC 930 qui s'avère être un objet perdu identifié à tort à NGC 932 par certaines sources consultées. Les coordonnées indiquées sur les deux sites (2h 27m 55s et 20° 19′ 45″) correspondent à un endroit situé dans NGC 932.

## Groupe de NGC 976
NGC 932 fait partie du groupe de NGC 976. Ce groupe referme au moins 12 galaxies, dont 11 sont inscrites dans l'article de Garcia. Ce sont les galaxies IC 1797, IC 1801, NGC 924, NGC 930 (en réalité NGC 932), NGC 935, NGC 938, NGC 976, UGC 1965, UGC 2032, UGC 2064 et MCG 3-7-13. Quatre de ces 12 galaxies sont également inscrites dans un article d'Abraham Mahtessian paru en 1998. Il s'agit de NGC 924, NGC 930 (=NGC 932), NGC 935 et NGC 938. La 12e galaxie est NGC 992. En effet selon le même article de Mahtessian NGC 976 et NGC 992 forment une paire de galaxies. Les données confirment ce fait et NGC 992 devrait donc être incluse dans le groupe de NGC 976.